# Miodrag Belodedici
Miodrag Belodedici (født 20. maj 1964 i Socol, Rumænien) er en tidligere rumænsk fodboldspiller, der spillede som sweeper hos flere europæiske klubber, samt for Rumæniens landshold. Af hans klubber kan blandt andet nævnes Steaua Bukarest i hjemlandet, Røde Stjerne Beograd i det daværende Jugoslavien samt spanske Valencia og Villarreal. Han spillede desuden to år i mexicanske Atlante FC.

## Landshold
Belodedici spillede over en årrække på hele 17 år, mellem 1984 og 2000, 53 kampe for Rumæniens landshold, hvori han scorede fem mål. Han deltog blandt andet ved VM i 1994, samt ved EM i 1996 og EM i 2000.